# Premierzy Polski
W Polsce oficjalnym tytułem premiera (szefa rządu) od 1921 roku (tj. od wejścia w życie części przepisów Konstytucji marcowej) jest prezes Rady Ministrów. W latach 1917–1921 szefa rządu oficjalnie określano jako „prezydenta ministrów”.
Zgodnie z obowiązującą Konstytucją Rzeczypospolitej Polskiej z dnia 2 kwietnia 1997 roku prezesem Rady Ministrów jest osoba powołana przez prezydenta Rzeczypospolitej w trybie art. 154 ust. 1 zd. 2, art. 154 ust. 3 zd. 2 lub art. 155 ust. 1 zd. 1 Konstytucji RP (Dz.U. z 1997 r. nr 78, poz. 483, ze zm.), która sprawuje obowiązki do czasu powołania nowego prezesa Rady Ministrów w przepisanym trybie.

## Polska pod zaborami (do 1918)

### Prezesi Rady MinistrówKsięstwa Warszawskiego(1807–1815)
| Lp. | Portret | Imię i nazwisko                      | Objął urząd         | Złożył urząd                          | Długość urzędowania | Panujący książę warszawski |
| --- | ------- | ------------------------------------ | ------------------- | ------------------------------------- | ------------------- | -------------------------- |
| 1.  |         | Stanisław Małachowski (1736–1809)    | 3 października 1807 | 14 grudnia 1807                       | 72 dni              | Fryderyk August III Wettyn |
| 2.  |         | Ludwik Szymon Gutakowski (1738–1811) | 14 grudnia 1807     | 23 marca 1809                         | 465 dni             | Fryderyk August III Wettyn |
| 3.  |         | Stanisław Kostka Potocki (1755–1821) | 23 marca 1809       | 16 czerwca 1815 (faktycznie maj 1813) | 2276 dni            | Fryderyk August III Wettyn |

### PrezesiRady AdministracyjnejKrólestwa Polskiego(1815–1830)
| Lp. | Portret | Imię i nazwisko                                                  | Objął urząd     | Złożył urząd    | Długość urzędowania | Panujący król Polski |
| --- | ------- | ---------------------------------------------------------------- | --------------- | --------------- | ------------------- | -------------------- |
| –   |         | Adam Jerzy Czartoryski (1770–1861) Wiceprezes Rządu Tymczasowego | 16 czerwca 1815 | 24 grudnia 1815 | 191 dni             | Aleksander I (II)    |
| 1.  |         | Józef Zajączek (1752–1826) z urzędu jako namiestnik króla        | 25 grudnia 1815 | 28 lipca 1826   | 3868 dni            | Aleksander I (II)    |
| 2.  |         | Walenty Faustyn Sobolewski (1765–1831)                           | 28 lipca 1826   | 3 grudnia 1830  | 1589 dni            | Mikołaj              |

### PrezesiRządu NarodowegoKrólestwa Polskiego(1830–1831)
| Lp. | Portret | Imię i nazwisko                      | Objął urząd      | Złożył urząd        | Długość urzędowania |
| --- | ------- | ------------------------------------ | ---------------- | ------------------- | ------------------- |
| 1.  |         | Adam Jerzy Czartoryski (1770–1861)   | 3 grudnia 1830   | 17 sierpnia 1831    | 257 dni             |
| –   |         | Józef Chłopicki (1771–1854) dyktator | 5 grudnia 1830   | 17 stycznia 1831    | 43 dni              |
| 2.  |         | Jan Krukowiecki (1772–1850)          | 17 sierpnia 1831 | 7 września 1831     | 21 dni              |
| 3.  |         | Bonawentura Niemojowski (1787–1835)  | 8 września 1831  | 23 września 1831    | 17 dni              |
| –   |         | Jan Nepomucen Umiński (1778–1851)    | 23 września 1831 | 23 września 1831    | kilka godzin        |
| –   |         | Maciej Rybiński (1784–1874)          | 25 września 1831 | 9 października 1831 | 14 dni              |

### PrezesiRządu Narodowego Rzeczypospolitej Polskiej(1846)
| Lp. | Zdjęcie | Imię i nazwisko                                                                          | Objął urząd    | Złożył urząd   | Długość urzędowania |
| --- | ------- | ---------------------------------------------------------------------------------------- | -------------- | -------------- | ------------------- |
| –   |         | Jan Tyssowski, członek triumwiratu Rządu Narodowego Rzeczypospolitej Polskiej            | 22 lutego 1846 | 24 lutego 1846 | 2 dni               |
| –   |         | Ludwik Gorzkowski, członek triumwiratu Rządu Narodowego Rzeczypospolitej Polskiej        | 22 lutego 1846 | 24 lutego 1846 | 2 dni               |
| –   |         | Aleksander Grzegorzewski, członek triumwiratu Rządu Narodowego Rzeczypospolitej Polskiej | 22 lutego 1846 | 24 lutego 1846 | 2 dni               |
| –   |         | Jan Tyssowski, dyktator                                                                  | 24 lutego 1846 | 3 marca 1846   | 7 dni               |

### PrezesiKomitetu Narodowego w Poznaniu(1848)
| Lp. | Zdjęcie | Imię i nazwisko    | Objął urząd   | Złożył urząd | Długość urzędowania |
| --- | ------- | ------------------ | ------------- | ------------ | ------------------- |
| 1.  |         | Gustaw Potworowski | 20 marca 1848 | 9 maja 1848  | 50 dni              |

### PrezesiRządu Narodowego(1863–1864)

Herb powstańców styczniowych

| Lp. | Zdjęcie | Imię i nazwisko                                                                                               | Objął urząd          | Złożył urząd         | Długość urzędowania |
| --- | ------- | --- | -------------------- | -------------------- | ------------------- |
| 1.  |         | Stefan Bobrowski, przewodniczący Komisji Wykonawczej (Tymczasowego) Rządu Narodowego                          | 21 stycznia 1863     | 17 lutego 1863       | 27 dni              |
| –   |         | Ludwik Mierosławski, dyktator                                                                                 | 17 lutego 1863       | 11 marca 1863        | 22 dni              |
| –   |         | Marian Langiewicz, dyktator                                                                                   | 11 marca 1863        | 18 marca 1863        | 7 dni               |
| 2.  |         | Stefan Bobrowski, przewodniczący Tymczasowego Rządu Narodowego                                                | 21 marca 1863        | 12 kwietnia 1863     | 22 dni              |
| 3.  |         | Agaton Giller, przewodniczący Tymczasowego Rządu Narodowego (od 10 maja 1863 przewodniczący Rządu Narodowego) | 12 kwietnia 1863     | 23 maja 1863         | 41 dni              |
| 4.  |         | Franciszek Dobrowolski, przewodniczący Rządu Narodowego                                                       | 23 maja 1863         | 9 czerwca 1863       | 17 dni              |
| 5.  |         | Piotr Kobylański, przewodniczący Rządu Narodowego                                                             | 9 czerwca 1863       | 10 czerwca 1863      | 1 dzień             |
| 6.  |         | Karol Majewski, przewodniczący Rządu Narodowego                                                               | 14 czerwca 1863      | 17 września 1863     | 95 dni              |
| 7.  |         | Franciszek Dobrowolski, przewodniczący Rządu Narodowego                                                       | 17 września 1863     | 17 października 1863 | 30 dni              |
| 8.  |         | Romuald Traugutt, dyktator Rządu Narodowego                                                                   | 17 października 1863 | 10 kwietnia 1864     | 176 dni             |
| 9.  |         | Bronisław Brzeziński, przewodniczący Rządu Narodowego                                                         | 20 kwietnia 1864     | październik 1864     | bd.                 |

### Zwierzchnicy władz wykonawczych w okupowanym Królestwie Polskim (1917–1918)
Prezydenci Ministrów Królestwa Polskiego oraz kierownicy ministrów w prowizoriach rządowych.

Pieczęć Królestwa Polskiego (1917–1918)

| Lp. | Zdjęcie             | Imię i nazwisko                                                                                       | Objął urząd          | Złożył urząd         | Długość urzędowania | Rząd                                         | Kadencja Sejmu                                         | Urzędująca głowa państwa |
| --- | ------------------- | --- | -------------------- | -------------------- | ------------------- | -------------------------------------------- | ------------------------------------------------------ | ------------------------ |
| –   |                     | Józef Mikułowski-Pomorski przewodniczący Komisji Przejściowej, pełniący obowiązki marszałka koronnego | 30 sierpnia 1917     | 13 grudnia 1917      | 105 dni             | Komisja Przejściowa                          | stan przed zwołaniem Rady Stanu                        | Rada Regencyjna          |
| 1.  |                     | Jan Kucharzewski (dwukrotnie)                                                                         | 26 listopada 1917    | 27 lutego 1918       | 93 dni              | rząd Jana Kucharzewskiego                    | stan przed zwołaniem Rady Stanu                        | Rada Regencyjna          |
| 1.  | 2 października 1918 | Jan Kucharzewski (dwukrotnie)                                                                         | 9 października 1918  | 7 dni                |                     | rząd Jana Kucharzewskiego                    | stan przed zwołaniem Rady Stanu                        | Rada Regencyjna          |
| –   |                     | Antoni Ponikowski kierownik ministrów                                                                 | 27 lutego 1918       | 4 kwietnia 1918      | 36 dni              | prowizorium rządowe Antoniego Ponikowskiego  | stan przed zwołaniem Rady Stanu                        | Rada Regencyjna          |
| 2.  |                     | Jan Kanty Steczkowski                                                                                 | 4 kwietnia 1918      | 2 października 1918  | 181 dni             | rząd Jana Kantego Steczkowskiego             | Rada Stanu – stan przed zwołaniem Sejmu Ustawodawczego | Rada Regencyjna          |
| –   |                     | Bohdan Broniewski pełniący obowiązki                                                                  | 10 października 1918 | 23 października 1918 | 13 dni              | rząd Jana Kantego Steczkowskiego             | Rada Stanu – stan przed zwołaniem Sejmu Ustawodawczego | Rada Regencyjna          |
| 3.  |                     | Józef Świeżyński                                                                                      | 23 października 1918 | 3 listopada 1918     | 11 dni              | rząd Józefa Świeżyńskiego                    | Rada Stanu – stan przed zwołaniem Sejmu Ustawodawczego | Rada Regencyjna          |
| –   |                     | Władysław Wróblewski kierownik ministrów                                                              | 3 listopada 1918     | 14 listopada 1918    | 11 dni              | prowizorium rządowe Władysława Wróblewskiego | Rada Stanu – stan przed zwołaniem Sejmu Ustawodawczego | Rada Regencyjna          |

## Polska okresu międzywojennego (1918–1939)

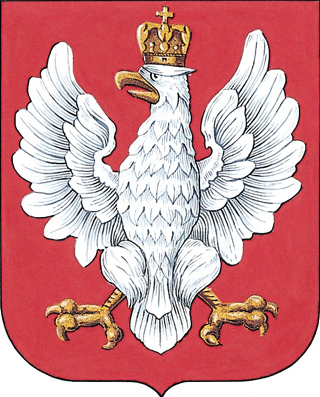
Godło II Rzeczypospolitej Polskiej 1919–1927

### PremierTymczasowego Rządu Ludowego Republiki Polskiej
| Lp. | Zdjęcie | Imię i nazwisko                                                                          | Objął urząd       | Złożył urząd      | Długość urzędowania | Rząd                                      | Kadencja Sejmu                       | Urzędująca głowa państwa |
| --- | ------- | ---------------------------------------------------------------------------------------- | ----------------- | ----------------- | ------------------- | ----------------------------------------- | ------------------------------------ | --- |
| 1.  |         | Ignacy Daszyński                                                                         | 7 listopada 1918  | 11 listopada 1918 | 4 dni               | Tymczasowy Rząd Ludowy Republiki Polskiej | przed zwołaniem Sejmu Ustawodawczego | Rząd utworzony w opozycji do Rady Regencyjnej. Od 14 listopada 1918 r. władzę zwierzchnią sprawował Naczelny Dowódca Wojska Polskiego Józef Piłsudski. |
| 2.  |         | Stanisław Thugutt zastępował premiera w Lublinie, od 12 listopada w stanie dymisji rządu | 11 listopada 1918 | 17 listopada 1918 | 6 dni               | Tymczasowy Rząd Ludowy Republiki Polskiej | przed zwołaniem Sejmu Ustawodawczego | Rząd utworzony w opozycji do Rady Regencyjnej. Od 14 listopada 1918 r. władzę zwierzchnią sprawował Naczelny Dowódca Wojska Polskiego Józef Piłsudski. |

### PremierzyII Rzeczypospolitej(1918–1939)

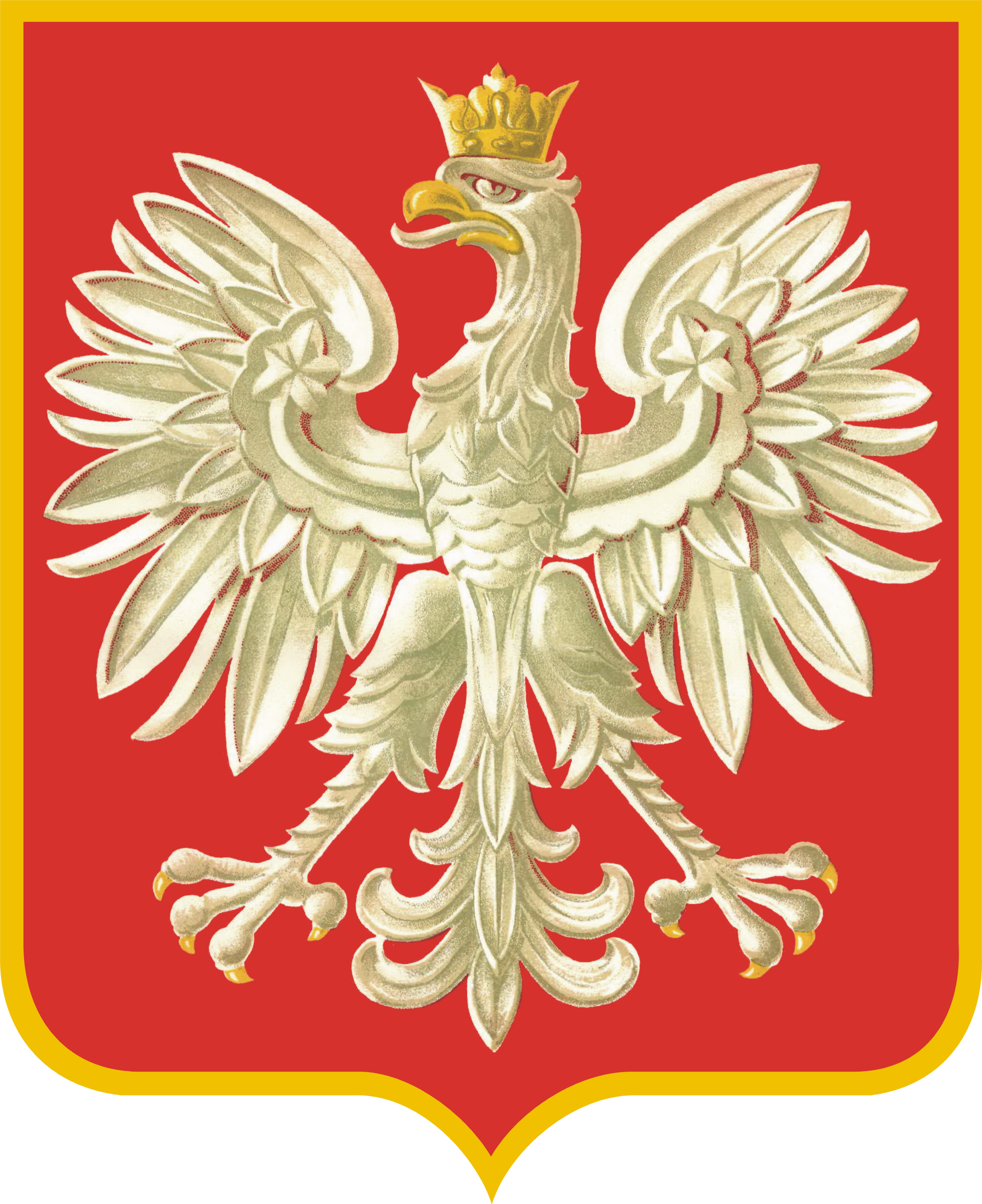
Godło II Rzeczypospolitej Polskiej od 1927

| Lp.   | Zdjęcie                 | Imię i nazwisko                   | Objął urząd          | Złożył urząd         | Długość urzędowania                | Rząd                                   | Kadencja Sejmu                       | Urzędująca głowa państwa |
| ----- | ----------------------- | --------------------------------- | -------------------- | -------------------- | ---------------------------------- | -------------------------------------- | ------------------------------------ | ------------------------ |
| 1.    |                         | Ignacy Daszyński                  | 14 listopada 1918    | 17 listopada 1918    | 3 dni                              | Rząd Ignacego Daszyńskiego             | przed zwołaniem Sejmu Ustawodawczego | Józef Piłsudski          |
| 2.    |                         | Jędrzej Moraczewski               | 17 listopada 1918    | 16 stycznia 1919     | 60 dni                             | Rząd Jędrzeja Moraczewskiego           | przed zwołaniem Sejmu Ustawodawczego | Józef Piłsudski          |
| 3.    |                         | Ignacy Jan Paderewski             | 16 stycznia 1919     | 9 grudnia 1919       | 325 dni                            | Rząd Ignacego Jana Paderewskiego       | przed zwołaniem Sejmu Ustawodawczego | Józef Piłsudski          |
| 3.    | Sejm Ustawodawczy       | Ignacy Jan Paderewski             | 16 stycznia 1919     | 9 grudnia 1919       | 325 dni                            | Rząd Ignacego Jana Paderewskiego       |                                      | Józef Piłsudski          |
| 4.    |                         | Leopold Skulski                   | 13 grudnia 1919      | 9 czerwca 1920       | 179 dni                            | Rząd Leopolda Skulskiego               |                                      | Józef Piłsudski          |
| 5.    |                         | Wincenty Witos Nie utworzył rządu | 10 czerwca 1920      | 23 czerwca 1920      | 13 dni                             | –                                      |                                      | Józef Piłsudski          |
| 6.    |                         | Władysław Grabski                 | 27 czerwca 1920      | 24 lipca 1920        | 27 dni                             | Pierwszy rząd Władysława Grabskiego    |                                      | Józef Piłsudski          |
| (5.)  |                         | Wincenty Witos                    | 24 lipca 1920        | 13 września 1921     | 416 dni                            | Pierwszy rząd Wincentego Witosa        |                                      | Józef Piłsudski          |
| 7.    |                         | Antoni Ponikowski (dwukrotnie)    | 19 września 1921     | 5 marca 1922         | 167 dni                            | Pierwszy rząd Antoniego Ponikowskiego  |                                      | Józef Piłsudski          |
| 7.    | 10 marca 1922           | Antoni Ponikowski (dwukrotnie)    | 6 czerwca 1922       | 88 dni               | Drugi rząd Antoniego Ponikowskiego |                                        |                                      | Józef Piłsudski          |
| 8.    |                         | Artur Śliwiński                   | 28 czerwca 1922      | 7 lipca 1922         | 9 dni                              | Rząd Artura Śliwińskiego               |                                      | Józef Piłsudski          |
| 9.    |                         | Julian Nowak                      | 31 lipca 1922        | 14 grudnia 1922      | 136 dni                            | Rząd Juliana Nowaka                    |                                      | Józef Piłsudski          |
| 9.    | Sejm RP I kadencji      | Julian Nowak                      | 31 lipca 1922        | 14 grudnia 1922      | 136 dni                            | Rząd Juliana Nowaka                    |                                      | Józef Piłsudski          |
| 9.    | Gabriel Narutowicz      | Julian Nowak                      | 31 lipca 1922        | 14 grudnia 1922      | 136 dni                            | Rząd Juliana Nowaka                    |                                      |                          |
| 10.   |                         | Władysław Sikorski                | 16 grudnia 1922      | 26 maja 1923         | 161 dni                            | Pierwszy rząd Władysława Sikorskiego   | Maciej Rataj (p.o.)                  |                          |
| 10.   | Stanisław Wojciechowski | Władysław Sikorski                | 16 grudnia 1922      | 26 maja 1923         | 161 dni                            | Pierwszy rząd Władysława Sikorskiego   |                                      |                          |
| (5.)  |                         | Wincenty Witos Ponownie           | 28 maja 1923         | 14 grudnia 1923      | 200 dni                            | Drugi rząd Wincentego Witosa           |                                      |                          |
| (6.)  |                         | Władysław Grabski Ponownie        | 19 grudnia 1923      | 14 listopada 1925    | 696 dni                            | Drugi rząd Władysława Grabskiego       |                                      |                          |
| 11.   |                         | Aleksander Skrzyński              | 20 listopada 1925    | 5 maja 1926          | 166 dni                            | Rząd Aleksandra Skrzyńskiego           |                                      |                          |
| (5.)  |                         | Wincenty Witos Ponownie           | 10 maja 1926         | 14 maja 1926         | 4 dni                              | Trzeci rząd Wincentego Witosa          |                                      |                          |
| 12.   |                         | Kazimierz Bartel (trzykrotnie)    | 15 maja 1926         | 4 czerwca 1926       | 20 dni                             | Pierwszy rząd Kazimierza Bartla        | Maciej Rataj (p.o.)                  |                          |
| 12.   | Ignacy Mościcki         | Kazimierz Bartel (trzykrotnie)    | 15 maja 1926         | 4 czerwca 1926       | 20 dni                             | Pierwszy rząd Kazimierza Bartla        |                                      |                          |
| 12.   | 8 czerwca 1926          | Kazimierz Bartel (trzykrotnie)    | 24 września 1926     | 108 dni              | Drugi rząd Kazimierza Bartla       |                                        |                                      |                          |
| 12.   | 27 września 1926        | Kazimierz Bartel (trzykrotnie)    | 30 września 1926     | 3 dni                | Trzeci rząd Kazimierza Bartla      |                                        |                                      |                          |
| 13.   |                         | Józef Piłsudski                   | 2 października 1926  | 27 czerwca 1928      | 634 dni                            | Pierwszy rząd Józefa Piłsudskiego      |                                      |                          |
| 13.   | Sejm RP II kadencji     | Józef Piłsudski                   | 2 października 1926  | 27 czerwca 1928      | 634 dni                            | Pierwszy rząd Józefa Piłsudskiego      |                                      |                          |
| (12.) |                         | Kazimierz Bartel Ponownie         | 27 czerwca 1928      | 13 kwietnia 1929     | 290 dni                            | Czwarty rząd Kazimierza Bartla         |                                      |                          |
| 14.   |                         | Kazimierz Świtalski               | 14 kwietnia 1929     | 7 grudnia 1929       | 237 dni                            | Rząd Kazimierza Świtalskiego           |                                      |                          |
| (12.) |                         | Kazimierz Bartel Ponownie         | 29 grudnia 1929      | 15 marca 1930        | 76 dni                             | Piąty rząd Kazimierza Bartla           |                                      |                          |
| 15.   |                         | Walery Sławek                     | 29 marca 1930        | 23 sierpnia 1930     | 147 dni                            | Pierwszy rząd Walerego Sławka          |                                      |                          |
| (13.) |                         | Józef Piłsudski Ponownie          | 25 sierpnia 1930     | 4 grudnia 1930       | 101 dni                            | Drugi rząd Józefa Piłsudskiego         |                                      |                          |
| (13.) | Sejm RP III kadencji    | Józef Piłsudski Ponownie          | 25 sierpnia 1930     | 4 grudnia 1930       | 101 dni                            | Drugi rząd Józefa Piłsudskiego         |                                      |                          |
| (15.) |                         | Walery Sławek Ponownie            | 4 grudnia 1930       | 26 maja 1931         | 173 dni                            | Drugi rząd Walerego Sławka             |                                      |                          |
| 16.   |                         | Aleksander Prystor                | 27 maja 1931         | 9 maja 1933          | 713 dni                            | Rząd Aleksandra Prystora               |                                      |                          |
| 17.   |                         | Janusz Jędrzejewicz               | 10 maja 1933         | 13 maja 1934         | 368 dni                            | Rząd Janusza Jędrzejewicza             |                                      |                          |
| 18.   |                         | Leon Kozłowski                    | 15 maja 1934         | 28 marca 1935        | 317 dni                            | Rząd Leona Kozłowskiego                |                                      |                          |
| (15.) |                         | Walery Sławek Ponownie            | 28 marca 1935        | 12 października 1935 | 198 dni                            | Trzeci rząd Walerego Sławka            |                                      |                          |
| 19.   |                         | Marian Zyndram-Kościałkowski      | 13 października 1935 | 15 maja 1936         | 215 dni                            | Rząd Mariana Zyndrama-Kościałkowskiego |                                      |                          |
| 20.   |                         | Felicjan Sławoj Składkowski       | 15 maja 1936         | 30 września 1939     | 1233 dni                           | Rząd Felicjana Sławoja Składkowskiego  |                                      |                          |
| 20.   | Sejm RP IV kadencji     | Felicjan Sławoj Składkowski       | 15 maja 1936         | 30 września 1939     | 1233 dni                           | Rząd Felicjana Sławoja Składkowskiego  |                                      |                          |
| 20.   | Sejm RP V kadencji      | Felicjan Sławoj Składkowski       | 15 maja 1936         | 30 września 1939     | 1233 dni                           | Rząd Felicjana Sławoja Składkowskiego  |                                      |                          |

## Polskie władze na emigracji (1939–1990)

### PremierzyRządu Rzeczypospolitej Polskiej na uchodźstwie(1939–1990)
Od 5 lipca 1945 rządy te nie miały uznania międzynarodowego.

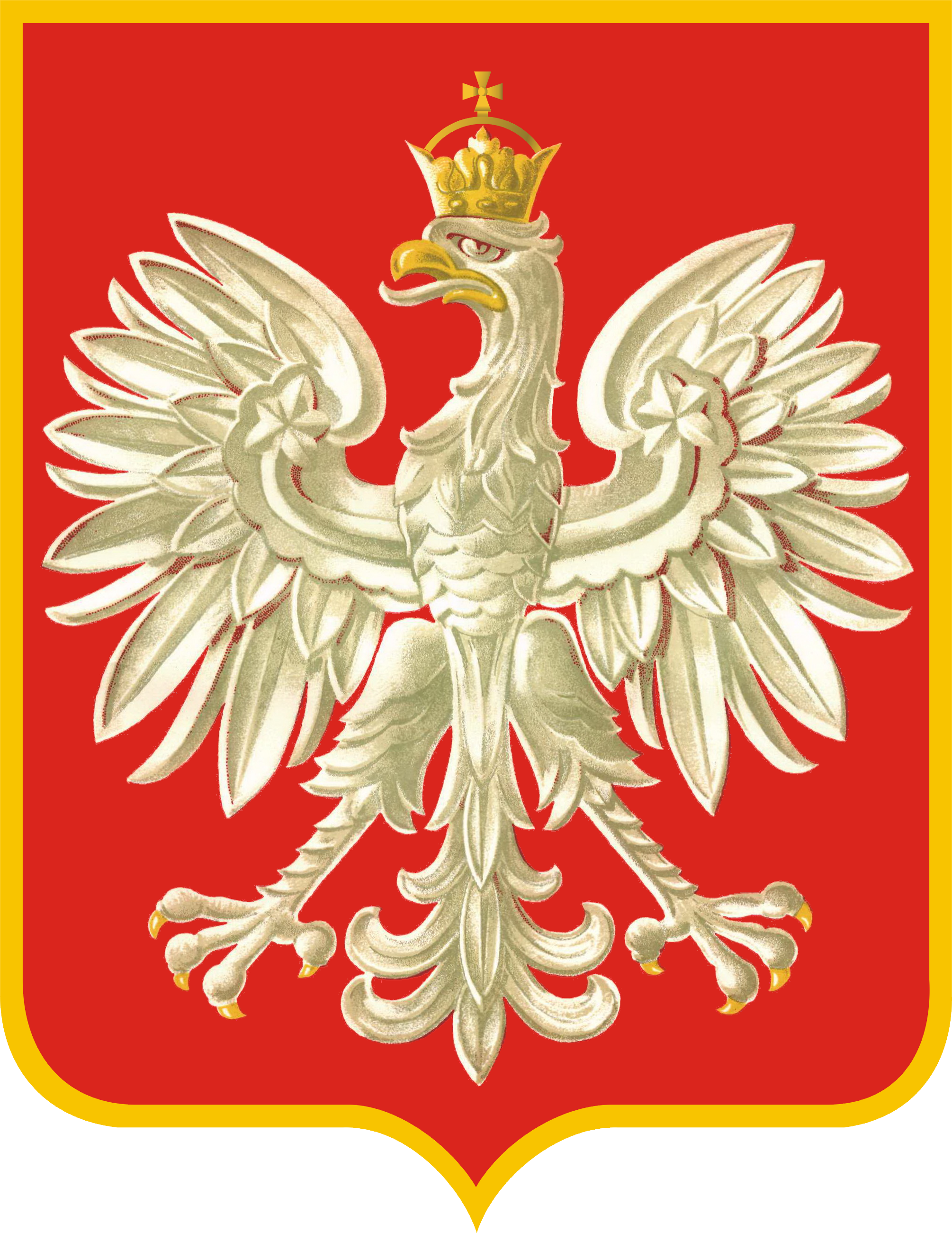
Godło Rzeczypospolitej Polskiej ustanowione przez rząd na uchodźstwie

| Lp.  | Zdjęcie | Imię i nazwisko          | Objął urząd       | Złożył urząd                | Długość urzędowania | Rząd                               | Urzędująca głowa państwa |
| ---- | --- | ------------------------ | ----------------- | --------------------------- | ------------------- | ---------------------------------- | ------------------------ |
| 1.   | | Władysław Sikorski       | 30 września 1939  | 18 lipca 1940               | 292 dni             | Drugi rząd Władysława Sikorskiego  | Władysław Raczkiewicz    |
| 2.   | | August Zaleski           | 18 lipca 1940     | 20 lipca 1940               | 2 dni               | Nie utworzył rządu                 | Władysław Raczkiewicz    |
| (1.) | | Władysław Sikorski       | 20 lipca 1940     | 4 lipca 1943                | 1079 dni            | Trzeci rząd Władysława Sikorskiego | Władysław Raczkiewicz    |
| 3.   | | Stanisław Mikołajczyk    | 14 lipca 1943     | 24 listopada 1944           | 499 dni             | Rząd Stanisława Mikołajczyka       | Władysław Raczkiewicz    |
| 4.   | | Tomasz Arciszewski       | 29 listopada 1944 | 2 lipca 1947 / 5 lipca 1945 | 945 dni / 218 dni   | Rząd Tomasza Arciszewskiego        | Władysław Raczkiewicz    |
| 4.   | August Zaleski (od 1954 równolegle z tymczasowo utworzoną Radą Trzech w związku ze złamaniem przez niego konstytucji) | Tomasz Arciszewski       | 29 listopada 1944 | 2 lipca 1947 / 5 lipca 1945 | 945 dni / 218 dni   | Rząd Tomasza Arciszewskiego        |                          |
| 5.   | | Tadeusz Bór-Komorowski   | 2 lipca 1947      | 10 lutego 1949              | 589 dni             | Rząd Tadeusza Komorowskiego        |                          |
| 6.   | | Tadeusz Tomaszewski      | 7 kwietnia 1949   | 25 września 1950            | 536 dni             | Rząd Tadeusza Tomaszewskiego       |                          |
| 7.   | | Roman Odzierzyński       | 25 września 1950  | 8 grudnia 1953              | 1170 dni            | Rząd Romana Odzierzyńskiego        |                          |
| 8.   | | Jerzy Hryniewski         | 18 stycznia 1954  | 13 maja 1954                | 115 dni             | Rząd Jerzego Hryniewskiego         |                          |
| 9.   | | Stanisław Cat-Mackiewicz | 8 czerwca 1954    | 21 czerwca 1955             | 378 dni             | Rząd Stanisława Mackiewicza        |                          |
| 10.  | | Hugon Hanke              | 8 sierpnia 1955   | 10 września 1955            | 33 dni              | Rząd Hugona Hankego                |                          |
| 11.  | | Antoni Pająk             | 10 września 1955  | 14 czerwca 1965             | 3565 dni            | Pierwszy rząd Antoniego Pająka     |                          |
| 11.  | Drugi rząd Antoniego Pająka                                                                                           | Antoni Pająk             | 10 września 1955  | 14 czerwca 1965             | 3565 dni            |                                    |                          |
| 11.  | Trzeci rząd Antoniego Pająka                                                                                          | Antoni Pająk             | 10 września 1955  | 14 czerwca 1965             | 3565 dni            |                                    |                          |
| 12.  | | Aleksander Zawisza       | 25 czerwca 1965   | 9 czerwca 1970              | 1810 dni            | Rząd Aleksandra Zawiszy            |                          |
| 13.  | | Zygmunt Muchniewski      | 20 lipca 1970     | 13 lipca 1972               | 724 dni             | Rząd Zygmunta Muchniewskiego       |                          |
| 13.  | Stanisław Ostrowski                                                                                                   | Zygmunt Muchniewski      | 20 lipca 1970     | 13 lipca 1972               | 724 dni             | Rząd Zygmunta Muchniewskiego       |                          |
| 14.  | | Alfred Urbański          | 18 lipca 1972     | 15 lipca 1976               | 1458 dni            | Pierwszy rząd Alfreda Urbańskiego  |                          |
| 14.  | Drugi rząd Alfreda Urbańskiego                                                                                        | Alfred Urbański          | 18 lipca 1972     | 15 lipca 1976               | 1458 dni            |                                    |                          |
| 15.  | | Kazimierz Sabbat         | 5 sierpnia 1976   | 8 kwietnia 1986             | 3533 dni            | Pierwszy rząd Kazimierza Sabbata   |                          |
| 15.  | Drugi rząd Kazimierza Sabbata                                                                                         | Kazimierz Sabbat         | 5 sierpnia 1976   | 8 kwietnia 1986             | 3533 dni            |                                    |                          |
| 15.  | Trzeci rząd Kazimierza Sabbata                                                                                        | Kazimierz Sabbat         | 5 sierpnia 1976   | 8 kwietnia 1986             | 3533 dni            | Edward Bernard Raczyński           |                          |
| 15.  | Czwarty rząd Kazimierza Sabbata                                                                                       | Kazimierz Sabbat         | 5 sierpnia 1976   | 8 kwietnia 1986             | 3533 dni            | Edward Bernard Raczyński           |                          |
| 16.  | | Edward Szczepanik        | 8 kwietnia 1986   | 22 grudnia 1990             | 1719 dni            | Pierwszy rząd Edwarda Szczepanika  | Kazimierz Sabbat         |
| 16.  | Ryszard Kaczorowski                                                                                                   | Edward Szczepanik        | 8 kwietnia 1986   | 22 grudnia 1990             | 1719 dni            | Pierwszy rząd Edwarda Szczepanika  |                          |
| 16.  | Drugi rząd Edwarda Szczepanika                                                                                        | Edward Szczepanik        | 8 kwietnia 1986   | 22 grudnia 1990             | 1719 dni            |                                    |                          |

### PrzewodniczącyEgzekutywy Zjednoczenia Narodowego(1955–1972)
| Lp.  | Zdjęcie                                                                            | Imię i nazwisko                              | Objął urząd      | Złożył urząd     | Długość urzędowania | Urzędująca głowa państwa (Rada Trzech)                                              |
| ---- | ---------------------------------------------------------------------------------- | -------------------------------------------- | ---------------- | ---------------- | ------------------- | ----------------------------------------------------------------------------------- |
| 1.   |                                                                                    | Roman Odzierzyński (1892–1975) (bezpartyjny) | 27 sierpnia 1954 | 29 lutego 1956   | 551 dni             | Tomasz Arciszewski (do 1955), Edward Bernard Raczyński, Władysław Anders            |
| 2.   |                                                                                    | Adam Ciołkosz (1901–1978) (PPS)              | 29 lutego 1956   | 14 marca 1959    | 1109 dni            | Tadeusz Bór-Komorowski (1956-1966), Edward Bernard Raczyński, Władysław Anders      |
| 3.   |                                                                                    | Witold Czerwiński (1901–1982) (bezpartyjny)  | 14 marca 1959    | 15 stycznia 1963 | 1403 dni            | Tadeusz Bór-Komorowski (1956-1966), Edward Bernard Raczyński, Władysław Anders      |
| (2.) |                                                                                    | Adam Ciołkosz (1901–1978) (PPS)              | 15 stycznia 1963 | 19 grudnia 1966  | 1434 dni            | Tadeusz Bór-Komorowski (1956-1966), Edward Bernard Raczyński, Władysław Anders      |
| p.o. |                                                                                    | Jan Starzewski (1895–1973) (LNP)             | 19 grudnia 1966  | 15 marca 1967    | 86 dni              | Roman Odzierzyński, Edward Bernard Raczyński, Władysław Anders                      |
| 4.   |                                                                                    | Kazimierz Sabbat (1913–1989) (bezpartyjny)   | 15 marca 1967    | 8 lipca 1972     | 1942 dni            | Roman Odzierzyński (do 1968), Edward Bernard Raczyński, Władysław Anders (do 1970), |
| 4.   | Stanisław Mglej (1968-1969), Edward Bernard Raczyński, Władysław Anders (do 1970), | Kazimierz Sabbat (1913–1989) (bezpartyjny)   | 15 marca 1967    | 8 lipca 1972     | 1942 dni            |                                                                                     |
| 4.   | Alfred Urbański (od 1969), Edward Bernard Raczyński, Władysław Anders (do 1970)    | Kazimierz Sabbat (1913–1989) (bezpartyjny)   | 15 marca 1967    | 8 lipca 1972     | 1942 dni            |                                                                                     |
| 4.   | Alfred Urbański (od 1969), Edward Bernard Raczyński, Stanisław Kopański (od 1970)  | Kazimierz Sabbat (1913–1989) (bezpartyjny)   | 15 marca 1967    | 8 lipca 1972     | 1942 dni            |                                                                                     |

## Rzeczpospolita Polska/Polska Rzeczpospolita Ludowa(1944–1989)

### Prezesi Rady MinistrówPolskiej Rzeczypospolitej Ludowej

Godło Polskiej Rzeczypospolitej Ludowej

W okresie Polski Ludowej obowiązywały trzy akty rangi konstytucyjnej regulujące procedurę wyłaniania nowego rządu:
- od 21 lipca 1944 do 20 lutego 1947 Ustawa z dnia 21 lipca 1944 r. o utworzeniu Polskiego Komitetu Wyzwolenia Narodowego.
- od 31 grudnia 1944 do 20 lutego 1947 Ustawa z dnia 31 grudnia 1944 roku o powołaniu Rządu Tymczasowego Rzeczypospolitej Polskiej.
- od 20 lutego 1947 do 21 lipca 1952 Ustawa konstytucyjna z dnia 19 lutego 1947 r. o ustroju i zakresie działania najwyższych organów Rzeczypospolitej Polskiej.
- od 22 lipca 1952 do 31 grudnia 1989 Konstytucja Polskiej Rzeczypospolitej Ludowej uchwalona przez Sejm Ustawodawczy w dniu 22 lipca 1952 r.

| Lp.  | Zdjęcie         | Imię i nazwisko (partia polityczna)                           | Objęcie urzędu    | Złożenie urzędu                                                      | Długość urzędowania    | Rząd                                          | Kadencja sejmu                | Urzędujący prezydent/ przewodniczący Rady Państwa |
| ---- | --------------- | ------------------------------------------------------------- | ----------------- | -------------------------------------------------------------------- | ---------------------- | --------------------------------------------- | ----------------------------- | ------------------------------------------------- |
| 1.   |                 | Edward Osóbka-Morawski (PPS) (1909–1997)                      | 21 lipca 1944     | 31 grudnia 1944                                                      | 929 dni                | Polski Komitet Wyzwolenia Narodowego          | Krajowa Rada Narodowa         | Urząd opróżniony                                  |
| 1.   | 31 grudnia 1944 | Edward Osóbka-Morawski (PPS) (1909–1997)                      | 28 czerwca 1945   | Rząd Tymczasowy                                                      | 929 dni                |                                               | Krajowa Rada Narodowa         | Urząd opróżniony                                  |
| 1.   | 28 czerwca 1945 | Edward Osóbka-Morawski (PPS) (1909–1997)                      | 5 lutego 1947     | Tymczasowy Rząd Jedności Narodowej                                   | 929 dni                |                                               | Krajowa Rada Narodowa         | Urząd opróżniony                                  |
| 1.   | 28 czerwca 1945 | Edward Osóbka-Morawski (PPS) (1909–1997)                      | 5 lutego 1947     | Tymczasowy Rząd Jedności Narodowej                                   | 929 dni                | Bolesław Bierut (1947–1952)                   | Krajowa Rada Narodowa         |                                                   |
| 2.   |                 | Józef Cyrankiewicz (PPS, od 15 grudnia 1948 PZPR) (1911–1989) | 5 lutego 1947     | 20 listopada 1952                                                    | 2115 dni               | Pierwszy rząd Józefa Cyrankiewicza            | Sejm Ustawodawczy             |                                                   |
|      |                 | Józef Cyrankiewicz (PPS, od 15 grudnia 1948 PZPR) (1911–1989) | 5 lutego 1947     | 20 listopada 1952                                                    | 2115 dni               | Pierwszy rząd Józefa Cyrankiewicza            | Sejm Ustawodawczy             |                                                   |
| 3.   |                 | Bolesław Bierut (PZPR) (1892–1956)                            | 20 listopada 1952 | 18 marca 1954                                                        | 483 dni                | Rząd Bolesława Bieruta i Józefa Cyrankiewicza | Sejm PRL I kadencji           | Aleksander Zawadzki (1952–1964)                   |
| (2.) |                 | Józef Cyrankiewicz (PZPR) (1911–1989)                         | 18 marca 1954     | 20 lutego 1957                                                       | 6124 dni               | Rząd Bolesława Bieruta i Józefa Cyrankiewicza | Sejm PRL I kadencji           | Aleksander Zawadzki (1952–1964)                   |
| (2.) | 20 lutego 1957  | Józef Cyrankiewicz (PZPR) (1911–1989)                         | 15 maja 1961      | Drugi rząd Józefa Cyrankiewicza                                      | 6124 dni               | Sejm PRL II kadencji                          |                               | Aleksander Zawadzki (1952–1964)                   |
| (2.) | 15 maja 1961    | Józef Cyrankiewicz (PZPR) (1911–1989)                         | 24 czerwca 1965   | Trzeci rząd Józefa Cyrankiewicza                                     | 6124 dni               | Sejm PRL III kadencji                         |                               | Aleksander Zawadzki (1952–1964)                   |
| (2.) | 15 maja 1961    | Józef Cyrankiewicz (PZPR) (1911–1989)                         | 24 czerwca 1965   | Trzeci rząd Józefa Cyrankiewicza                                     | 6124 dni               | Sejm PRL III kadencji                         | Urząd opróżniony              |                                                   |
| (2.) | 15 maja 1961    | Józef Cyrankiewicz (PZPR) (1911–1989)                         | 24 czerwca 1965   | Trzeci rząd Józefa Cyrankiewicza                                     | 6124 dni               | Sejm PRL III kadencji                         | Edward Ochab (1964–1968)      |                                                   |
| (2.) | 24 czerwca 1965 | Józef Cyrankiewicz (PZPR) (1911–1989)                         | 27 czerwca 1969   | Czwarty rząd Józefa Cyrankiewicza                                    | 6124 dni               | Sejm PRL IV kadencji                          |                               |                                                   |
| (2.) | 24 czerwca 1965 | Józef Cyrankiewicz (PZPR) (1911–1989)                         | 27 czerwca 1969   | Czwarty rząd Józefa Cyrankiewicza                                    | 6124 dni               | Sejm PRL IV kadencji                          | Marian Spychalski (1968–1970) |                                                   |
| (2.) | 27 czerwca 1969 | Józef Cyrankiewicz (PZPR) (1911–1989)                         | 23 grudnia 1970   | Rząd Józefa Cyrankiewicza i Piotra Jaroszewicza                      | 6124 dni               | Sejm PRL V kadencji                           |                               |                                                   |
| 4.   |                 | Piotr Jaroszewicz (PZPR) (1909–1992)                          | 23 grudnia 1970   | Rząd Józefa Cyrankiewicza i Piotra Jaroszewicza                      | 28 marca 1972          | Sejm PRL V kadencji                           | 3344 dni                      | Józef Cyrankiewicz (1970–1972)                    |
| 4.   | 28 marca 1972   | Piotr Jaroszewicz (PZPR) (1909–1992)                          | 25 marca 1976     | Rząd Piotra Jaroszewicza                                             | Sejm PRL VI kadencji   | Henryk Jabłoński (1972–1985)                  | 3344 dni                      |                                                   |
| 4.   | 25 marca 1976   | Piotr Jaroszewicz (PZPR) (1909–1992)                          | 18 lutego 1980    | Rząd Piotra Jaroszewicza i Edwarda Babiucha                          | Sejm PRL VII kadencji  | Henryk Jabłoński (1972–1985)                  | 3344 dni                      |                                                   |
| 5.   |                 | Edward Babiuch (PZPR) (1927–2021)                             | 18 lutego 1980    | Rząd Piotra Jaroszewicza i Edwarda Babiucha                          | Sejm PRL VII kadencji  | Henryk Jabłoński (1972–1985)                  | 2 kwietnia 1980               | 144 dni                                           |
| 5.   | 2 kwietnia 1980 | Edward Babiuch (PZPR) (1927–2021)                             | 24 sierpnia 1980  | Rząd Edwarda Babiucha, Józefa Pińkowskiego i Wojciecha Jaruzelskiego | Sejm PRL VIII kadencji | Henryk Jabłoński (1972–1985)                  |                               | 144 dni                                           |
| 6.   |                 | Józef Pińkowski (PZPR) (1929–2000)                            | 5 września 1980   | Rząd Edwarda Babiucha, Józefa Pińkowskiego i Wojciecha Jaruzelskiego | Sejm PRL VIII kadencji | Henryk Jabłoński (1972–1985)                  | 11 lutego 1981                | 171 dni                                           |
| 7.   |                 | Wojciech Jaruzelski (PZPR) (1923–2014)                        | 11 lutego 1981    | Rząd Edwarda Babiucha, Józefa Pińkowskiego i Wojciecha Jaruzelskiego | Sejm PRL VIII kadencji | Henryk Jabłoński (1972–1985)                  | 6 listopada 1985              | 1729 dni                                          |
| 8.   |                 | Zbigniew Messner (PZPR) (1929–2014)                           | 6 listopada 1985  | 27 września 1988                                                     | 1117 dni               | Rząd Zbigniewa Messnera                       | Sejm PRL IX kadencji          | Wojciech Jaruzelski (1985–1990)                   |
| 9.   |                 | Mieczysław Rakowski (PZPR) (1926–2008)                        | 27 września 1988  | 2 sierpnia 1989                                                      | 309 dni                | Rząd Mieczysława Rakowskiego                  | Sejm PRL IX kadencji          | Wojciech Jaruzelski (1985–1990)                   |
| 10.  |                 | Czesław Kiszczak (PZPR) (1925–2015)                           | 2 sierpnia 1989   | 24 sierpnia 1989                                                     | 22 dni                 | Nie utworzył rządu                            | Sejm PRL X kadencji           | Wojciech Jaruzelski (1985–1990)                   |
| 11.  |                 | Tadeusz Mazowiecki (KO „S”, od 2 grudnia 1990 UD) (1927–2013) | 24 sierpnia 1989  | 4 stycznia 1991                                                      | 498 dni                | Rząd Tadeusza Mazowieckiego                   | Sejm PRL X kadencji           | Wojciech Jaruzelski (1985–1990)                   |
|      |                 | Tadeusz Mazowiecki (KO „S”, od 2 grudnia 1990 UD) (1927–2013) | 24 sierpnia 1989  | 4 stycznia 1991                                                      | 498 dni                | Rząd Tadeusza Mazowieckiego                   | Sejm PRL X kadencji           | Wojciech Jaruzelski (1985–1990)                   |

Przerywane pogrubione linie oddzielają poszczególne kadencje sejmu.

## III Rzeczpospolita(od 1989)

### Prezesi Rady MinistrówRzeczypospolitej Polskiej

Godło Rzeczypospolitej Polskiej

W III Rzeczypospolitej obowiązywały trzy akty rangi konstytucyjnej regulujące procedurę wyłaniania nowego rządu:
- od 7 kwietnia 1989 do 7 grudnia 1992 Konstytucja PRL z 1952 (od 31 grudnia 1989 jako Konstytucja RP) w wersji po noweli kwietniowej, wedle której proces powołania nowego rządu oparty był na stosownych uchwałach Sejmu (podejmowanych samoistnie bądź na wniosek Prezydenta RP) w sprawie odwołania urzędującego prezesa Rady Ministrów z jednoczesnym powołaniem nowego prezesa Rady Ministrów z misją składania wniosków co do składu Rady Ministrów. Do wyłącznej kompetencji Sejmu należało dymisjonowanie urzędującego rządu i jednoczesne powierzanie mu dalszego sprawowania obowiązków do czasu wyłonienia nowego składu Rady Ministrów. Misja kompletowania składu nowego rządu przez premiera kończyła się z chwilą podjęcia przez Sejm uchwały wyrażającej nowemu gabinetowi wotum zaufania w składzie przedstawionym przez premiera. Uchwały te publikowane w Monitorze Polskim wchodziły w życie z chwilą ich podjęcia. Poszczególni ministrowie byli odwoływani uchwałami Sejmu.

Nowo powołany prezes Rady Ministrów do czasu skompletowania własnego składu Rady Ministrów stał na czele dotychczasowej Rady Ministrów.
- od 8 grudnia 1992 do 16 października 1997 tzw. Mała Konstytucja, która stanowiła, że nowy rząd powoływany i odwoływany był zarządzeniem Prezydenta RP, po którym Rada Ministrów winna uzyskać w Sejmie wotum zaufania.
- od 17 października 1997 Konstytucja RP reguluje proces powołania rządu w tzw. systemie trzech kroków oraz konstruktywnym wotum nieufności. Do powołania nowej Rady Ministrów niezbędne jest postanowienie Prezydenta RP. Wotum zaufania udzielane jest przez Sejm i jest warunkiem niezbędnym do dalszego sprawowania władzy przez Radę Ministrów.

| Lp.                      | Zdjęcie                            | Imię i nazwisko (ugrupowanie polityczne)                                                           | Desygnacja                        | Objęcie urzędu                                         | Głosowanie nad wotum zaufania        | Dymisja lub wotum nieufności       | Złożenie urzędu                    | Długość urzędowania | Rząd                                 | Kadencja sejmu                   | Urzędujący prezydenci RP           |
| ------------------------ | ---------------------------------- | -------------------------------------------------------------------------------------------------- | --------------------------------- | ------------------------------------------------------ | ------------------------------------ | ---------------------------------- | ---------------------------------- | ------------------- | ------------------------------------ | -------------------------------- | ---------------------------------- |
| 1.                       |                                    | Tadeusz Mazowiecki (KO „S”, od 2 grudnia 1990 UD) (1927–2013)                                      | 20 sierpnia 1989 24 sierpnia 1989 | 24 sierpnia 1989                                       | 12 września 1989                     | 25 listopada 1990, 14 grudnia 1990 | 4 stycznia 1991                    | 498 dni             | Rząd Tadeusza Mazowieckiego          | Sejm PRL X kadencji              | Wojciech Jaruzelski (1989–1990)    |
|                          | Lech Wałęsa (1990–1995)            | Tadeusz Mazowiecki (KO „S”, od 2 grudnia 1990 UD) (1927–2013)                                      | 20 sierpnia 1989 24 sierpnia 1989 | 24 sierpnia 1989                                       | 12 września 1989                     | 25 listopada 1990, 14 grudnia 1990 | 4 stycznia 1991                    | 498 dni             | Rząd Tadeusza Mazowieckiego          | Sejm PRL X kadencji              |                                    |
| 2.                       |                                    | Jan Krzysztof Bielecki (KLD) (ur. 1951)                                                            | 4 stycznia 1991                   | 4 stycznia 1991                                        | 12 stycznia 1991                     | 5 grudnia 1991                     | 6 grudnia 1991                     | 336 dni             | Rząd Jana Krzysztofa Bieleckiego     | Sejm PRL X kadencji              | Lech Wałęsa (1990–1995)            |
| 3.                       |                                    | Jan Olszewski (PC) (1930–2019)                                                                     | 6 grudnia 1991                    | 6 grudnia 1991                                         | 23 grudnia 1991                      | 16 grudnia 1991 5 czerwca 1992     | 5 czerwca 1992                     | 182 dni             | Rząd Jana Olszewskiego               | Sejm RP I kadencji               | Lech Wałęsa (1990–1995)            |
| 4.                       |                                    | Waldemar Pawlak (PSL) (ur. 1959)                                                                   | 5 czerwca 1992                    | 5 czerwca 1992                                         | brak wniosku o wotum zaufania        | 7 lipca 1992 10 lipca 1992         | 10 lipca 1992                      | 35 dni              | Nie utworzył rządu                   | Sejm RP I kadencji               | Lech Wałęsa (1990–1995)            |
| 5.                       |                                    | Hanna Suchocka (UD) (ur. 1946)                                                                     | 10 lipca 1992                     | 10 lipca 1992                                          | 11 lipca 1992                        | 28 maja 1993                       | 26 października 1993               | 472 dni             | Rząd Hanny Suchockiej                | Sejm RP I kadencji               | Lech Wałęsa (1990–1995)            |
| (4.)                     |                                    | Waldemar Pawlak (PSL) (ur. 1959)                                                                   | 18 października 1993              | 26 października 1993                                   | 10 listopada 1993                    | 1 marca 1995                       | 7 marca 1995                       | 496 dni             | Rząd Waldemara Pawlaka               | Sejm RP II kadencji              | Lech Wałęsa (1990–1995)            |
| 6.                       |                                    | Józef Oleksy (SdRP, koalicja SLD) (1946–2015)                                                      | 1 marca 1995                      | 7 marca 1995                                           | 4 marca 1995                         | 26 stycznia 1996                   | 7 lutego 1996                      | 337 dni             | Rząd Józefa Oleksego                 | Sejm RP II kadencji              | Lech Wałęsa (1990–1995)            |
| 6.                       | Aleksander Kwaśniewski (1995–2005) | Józef Oleksy (SdRP, koalicja SLD) (1946–2015)                                                      | 1 marca 1995                      | 7 marca 1995                                           | 4 marca 1995                         | 26 stycznia 1996                   | 7 lutego 1996                      | 337 dni             | Rząd Józefa Oleksego                 | Sejm RP II kadencji              |                                    |
| 7.                       |                                    | Włodzimierz Cimoszewicz (bezpartyjny, związany z partią SdRP, należący do koalicji SLD) (ur. 1950) | 1 lutego 1996                     | 7 lutego 1996                                          | 15 lutego 1996                       | 17 października 1997               | 31 października 1997               | 632 dni             | Rząd Włodzimierza Cimoszewicza       | Sejm RP II kadencji              | Aleksander Kwaśniewski (1995–2005) |
| 8.                       |                                    | Jerzy Buzek (koalicja AWS, partia RS AWS) (ur. 1940)                                               | 17 października 1997              | 31 października 1997                                   | 11 listopada 1997                    | 19 października 2001               | 19 października 2001               | 1449 dni            | Rząd Jerzego Buzka                   | Sejm RP III kadencji             | Aleksander Kwaśniewski (1995–2005) |
| 9.                       |                                    | Leszek Miller (SLD) (ur. 1946)                                                                     | 4 października 2001               | 19 października 2001                                   | 26 października 2001 13 czerwca 2003 | 2 maja 2004                        | 2 maja 2004                        | 926 dni             | Rząd Leszka Millera                  | Sejm RP IV kadencji              | Aleksander Kwaśniewski (1995–2005) |
| 10.                      |                                    | Marek Belka (SLD) (ur. 1952)                                                                       | 2 maja 2004                       | 2 maja 2004                                            | 14 maja 2004                         | 14 maja 2004                       | 11 czerwca 2004                    | 547 dni             | Pierwszy rząd Marka Belki            | Sejm RP IV kadencji              | Aleksander Kwaśniewski (1995–2005) |
| 10.                      | 11 czerwca 2004                    | Marek Belka (SLD) (ur. 1952)                                                                       | 11 czerwca 2004                   | 24 czerwca 2004 15 października 2004                   | 6 maja 2005 19 października 2005     | 31 października 2005               | Drugi rząd Marka Belki             | 547 dni             | Aleksander Kwaśniewski (1995–2005)   | Sejm RP IV kadencji              |                                    |
| 11.                      |                                    | Kazimierz Marcinkiewicz (PiS) (ur. 1959)                                                           | 19 października 2005              | 31 października 2005                                   | 10 listopada 2005                    | 10 lipca 2006                      | 14 lipca 2006                      | 256 dni             | Rząd Kazimierza Marcinkiewicza       | Sejm RP V kadencji               | Aleksander Kwaśniewski (1995–2005) |
| 11.                      | Lech Kaczyński (2005–2010)         | Kazimierz Marcinkiewicz (PiS) (ur. 1959)                                                           | 19 października 2005              | 31 października 2005                                   | 10 listopada 2005                    | 10 lipca 2006                      | 14 lipca 2006                      | 256 dni             | Rząd Kazimierza Marcinkiewicza       | Sejm RP V kadencji               |                                    |
| 12.                      |                                    | Jarosław Kaczyński (PiS) (ur. 1949)                                                                | 10 lipca 2006                     | 14 lipca 2006                                          | 19 lipca 2006                        | 5 listopada 2007                   | 16 listopada 2007                  | 490 dni             | Rząd Jarosława Kaczyńskiego          | Sejm RP V kadencji               | Lech Kaczyński (2005–2010)         |
| 13.                      |                                    | Donald Tusk (PO) (ur. 1957)                                                                        | 9 listopada 2007                  | 16 listopada 2007                                      | 24 listopada 2007                    | 8 listopada 2011                   | 18 listopada 2011                  | 2502 dni            | Pierwszy rząd Donalda Tuska          | Sejm RP VI kadencji              | Lech Kaczyński (2005–2010)         |
| 13.                      | Urząd opróżniony                   | Donald Tusk (PO) (ur. 1957)                                                                        | 9 listopada 2007                  | 16 listopada 2007                                      | 24 listopada 2007                    | 8 listopada 2011                   | 18 listopada 2011                  | 2502 dni            | Pierwszy rząd Donalda Tuska          | Sejm RP VI kadencji              |                                    |
| 13.                      | Bronisław Komorowski (2010–2015)   | Donald Tusk (PO) (ur. 1957)                                                                        | 9 listopada 2007                  | 16 listopada 2007                                      | 24 listopada 2007                    | 8 listopada 2011                   | 18 listopada 2011                  | 2502 dni            | Pierwszy rząd Donalda Tuska          | Sejm RP VI kadencji              |                                    |
| 13.                      | 8 listopada 2011                   | Donald Tusk (PO) (ur. 1957)                                                                        | 18 listopada 2011                 | 19 listopada 2011 12 października 2012 25 czerwca 2014 | 9 września 2014                      | 22 września 2014                   | Drugi rząd Donalda Tuska           | 2502 dni            | Sejm RP VII kadencji                 | Bronisław Komorowski (2010–2015) |                                    |
| 14.                      |                                    | Ewa Kopacz (PO) (ur. 1956)                                                                         | 15 września 2014                  | 22 września 2014                                       | 1 października 2014                  | 12 listopada 2015                  | 16 listopada 2015                  | 420 dni             | Sejm RP VII kadencji                 | Rząd Ewy Kopacz                  | Bronisław Komorowski (2010–2015)   |
| 14.                      | Andrzej Duda (2015–2025)           | Ewa Kopacz (PO) (ur. 1956)                                                                         | 15 września 2014                  | 22 września 2014                                       | 1 października 2014                  | 12 listopada 2015                  | 16 listopada 2015                  | 420 dni             | Sejm RP VII kadencji                 | Rząd Ewy Kopacz                  |                                    |
| 15.                      |                                    | Beata Szydło (PiS) (ur. 1963)                                                                      | 13 listopada 2015                 | 16 listopada 2015                                      | 18 listopada 2015                    | 8 grudnia 2017                     | 11 grudnia 2017                    | 756 dni             | Rząd Beaty Szydło                    | Sejm RP VIII kadencji            | Andrzej Duda (2015–2025)           |
| 16.                      |                                    | Mateusz Morawiecki (PiS) (ur. 1968)                                                                | 8 grudnia 2017                    | 11 grudnia 2017                                        | 12 grudnia 2017 12 grudnia 2018      | 12 listopada 2019                  | 15 listopada 2019                  | 2193 dni            | Pierwszy rząd Mateusza Morawieckiego | Sejm RP VIII kadencji            | Andrzej Duda (2015–2025)           |
| 16.                      | 14 listopada 2019                  | Mateusz Morawiecki (PiS) (ur. 1968)                                                                | 15 listopada 2019                 | 19 listopada 2019 4 czerwca 2020                       | 13 listopada 2023                    | 27 listopada 2023                  | Drugi rząd Mateusza Morawieckiego  | 2193 dni            | Sejm RP IX kadencji                  | Andrzej Duda (2015–2025)         |                                    |
| 16.                      | 13 listopada 2023                  | Mateusz Morawiecki (PiS) (ur. 1968)                                                                | 27 listopada 2023                 | 11 grudnia 2023                                        | 11 grudnia 2023                      | 13 grudnia 2023                    | Trzeci rząd Mateusza Morawieckiego | 2193 dni            | Sejm RP X kadencji                   | Andrzej Duda (2015–2025)         |                                    |
| (13.)                    |                                    | Donald Tusk (PO) (ur. 1957)                                                                        | 11 grudnia 2023                   | 13 grudnia 2023                                        | 12 grudnia 2023 11 czerwca 2025      |                                    |                                    | 615 dni             | Sejm RP X kadencji                   | Trzeci rząd Donalda Tuska        | Andrzej Duda (2015–2025)           |
| (13.)                    | Karol Nawrocki (od 2025)           | Donald Tusk (PO) (ur. 1957)                                                                        | 11 grudnia 2023                   | 13 grudnia 2023                                        | 12 grudnia 2023 11 czerwca 2025      |                                    |                                    | 615 dni             | Sejm RP X kadencji                   | Trzeci rząd Donalda Tuska        |                                    |
| Stan na 19 sierpnia 2025 |                                    | |                                   |                                                        |                                      |                                    |                                    |                     |                                      |                                  |                                    |

Przerywana pogrubiona linia oznacza poszczególne kadencje Sejmu.

## Długość urzędowania premierów
Premierem najdłużej sprawującym swój urząd na przestrzeni lat był Józef Cyrankiewicz, który w ramach pięciu gabinetów RP i PRL urzędował 8239 dni. W okresie międzywojennym najdłużej urzędującym premierem był Felicjan Sławoj Składkowski (1233 dni), wśród premierów rządu na uchodźstwie Antoni Pająk (3565 dni), a w III RP Donald Tusk (3117 dni).
Najkrócej urzędującym premierem był gen. Jan Nepomucen Umiński, który stanowisko prezesa Rządu Narodowego stracił tego samego dnia, w którym je uzyskał.
Najwięcej rządów w III RP – po trzy – stworzyli Mateusz Morawiecki oraz Donald Tusk (przy czym ostatni rząd pierwszego z nich nie uzyskał wotum zaufania).
Obecnie urzędujący premier swój urząd sprawuje nieprzerwanie 615 pełnych dni, a łącznie z poprzednimi 3117 dni (według stanu na 19 sierpnia 2025).

## Żyjący byli premierzy
Obecnie żyje 12 byłych premierów Polski. Najstarszym jest urodzony w 1940 Jerzy Buzek. Ostatnia śmierć byłego premiera, Edwarda Babiucha, miała miejsce 1 lutego 2021. Babiuch był najdłużej żyjącym byłym premierem Polski w historii (93 lata).
1. Jerzy Buzek (ur. 1940)
2. Hanna Suchocka (ur. 1946), honorowa przewodnicząca Europejskiej Komisji na rzecz Demokracji przez Prawo
3. Leszek Miller (ur. 1946)
4. Jarosław Kaczyński (ur. 1949), poseł na Sejm X kadencji oraz prezes PiS
5. Włodzimierz Cimoszewicz (ur. 1950)
6. Jan Krzysztof Bielecki (ur. 1951)
7. Marek Belka (ur. 1952), przewodniczący Rady Naukowej Instytutu Ekspertyz Ekonomicznych i Finansowych
8. Ewa Kopacz (ur. 1956), wiceprzewodnicząca Parlamentu Europejskiego X kadencji z ramienia EPL oraz wiceprzewodnicząca PO
9. Waldemar Pawlak (ur. 1959), senator XI kadencji, przewodniczący Rady Naczelnej PSL oraz prezes Zarządu Głównego Związku Ochotniczych Straży Pożarnych
10. Kazimierz Marcinkiewicz (ur. 1959)
11. Beata Szydło (ur. 1963), posłanka do Parlamentu Europejskiego X kadencji oraz wiceprezeska PiS
12. Mateusz Morawiecki (ur. 1968), poseł na Sejm X kadencji, wiceprezes PiS oraz przewodniczący Partii Europejskich Konserwatystów i Reformatorów